# (855) Newcombia
Pour les articles homonymes, voir Newcombia.
(855) Newcombia est un astéroïde de la ceinture principal découvert le 3 avril 1916 à Simeis par l'astronome russe Sergueï Beljawsky.
Sa désignation provisoire était 1916 ZP.